# Двејн Џоунс
Двејн Џоунс (енгл. Dwayne Jones; Моргантаун, Западна Вирџинија, 9. јун 1983) је амерички кошаркаш. Пет дана био званично играч КК Црвена звезда, а при томе одиграо једни незваничну утакмицу са Мега Исхраном.
Игра на позицији број 5 (центар), а повремено и на позицији број 4. Физички изузетно снажан, што му омогућава добру игру у одбрани. У досадашњој каријери наступао је за Кливленд кавалирсе, Мемфис гризлисе, Бостон селтиксе, Шарлот бобкетсе, Финикс сансе, Ефес пилсен као и за неколико тимова у нижој НБДЛ лиги. Најбоље игре пружио је у Шарлот бобкетсима за које је наступао неколико месеци.